# Guayubín
Guayubín es un municipio de la República Dominicana, que está situado en la provincia de Monte Cristi.

## Distritos municipales
Está formado por los distritos municipales de:
| Nombre        | Código   |
| ------------- | -------- |
| Guayubín      | 04150301 |
| Villa Elisa   | 04150302 |
| Hatillo Palma | 04150303 |
| Cana Chapetón | 04150304 |